# Atalopsycha atyphella
Atalopsycha atyphella är en fjärilsart som beskrevs av Edward Meyrick 1880. Atalopsycha atyphella ingår i släktet Atalopsycha och familjen rullvingemalar. Inga underarter finns listade i Catalogue of Life.